# José Luis Rodríguez Alconedo
José Luis Rodríguez Alconedo, (Atlixco, Puebla, 23 de junio de 1761-Apan, Hidalgo, 1 de marzo de 1815) fue un orfebre, pintor y revolucionario de origen criollo, autor de tres obras representativas de la pintura mexicana, destacando entre ellas un autorretrato al pastel, sin haber constancia puntual de su auntenticidad. Primero perseguido y encarcelado por las autoridades virreinales en un controvertido juicio de infidencia, fue extraditado a España donde pintó las obras mencionadas; de regreso a México luchó al lado del general Ignacio López Rayón durante la Independencia y fueron útiles sus conocimientos metalúrgicos para la fabricación de armas insurgentes.

## Inicios
Según consta en su acta matrimonial aparecen como sus padres José Luis Rodríguez Alconedo e Ignacia Sánchez y Rojas, quienes iniciaron al niño José Luis en el oficio de la platería. En esa misma acta fechada el 17 de diciembre de 1780 se registra su unión con Gertrudis de Acuña casándose en la Catedral Angelopolitana.  En 1791 Alconedo y su esposa pasan a vivir a la capital del virreinato, coincidentemente en la calle de Alconedo. El 20 de octubre de ese mismo año adquiere la licencia para ejercer el oficio de orfebre, según las ordenanzas del Gremio de San Eloy, y abre su taller en la calle de Plateros frente a la Plaza de la Constitución. Su fama de artista y con un retrato de Carlos IV lo llevaron a obtener ocho años después, por aceptación de Manuel Tolsá, el título de Académico de Honor de la Academia de las Tres Nobles Artes de San Carlos, de la cual era profesor de grabado. Recibió entonces encargos oficiales del virrey Branciforte para llevar a cabo obras artísticas como las letras de bronce de las puertas de acceso a la Plaza de Armas en donde estaba colocada la estatua ecuestre de Carlos IV y una placa que lo representara, y para la iglesia una escena bíblica y un escudo dorado al fuego.

## Acusaciones de conspiración
El criollo Alconedo de carácter inquieto y turbulento según Francisco de la Maza, tenía ya antecedentes desde 1803 ante el Santo Oficio por criticar a la Iglesia, simpatizar con los revolucionarios franceses y con el saqueo que cometieron estos a las iglesias. En ese entonces se denunció así mismo, aceptó su culpabilidad y "confesó sus errores" por lo que fue absuelto.
Infexible en sus conviciones políticas para 1808 organizaba tertulias en su casa en donde se hablaba de un cambio en el gobierno, esto paralelo a los acontecimientos en los que el licenciado Primo de Verdad y miembros del cabildo buscaban la independencia. Alconedo y su hermano José Ignacio fueron sorprendidos y acusados de protagonizar una conjura denunciada por el Conde de Guadalupe del Peñasco, diciendo que preparaban una insurrección de indios para después devolverles el gobierno, también se afirmó que el virrey Iturrigaray creyó ver en Alconedo un simpatizante de la causa insurgente haciéndolo partícipe de su conspiración, si bien era cierto, Alconedo lo hacía por su cuenta y riesgo como tantos otros criollos lo hacían en esa época napoleónica. Fue aprehendido por denuncia del Conde de Guadalupe del Peñasco, días después de haber sido depuesto el virrey, según costa en el proceso que se le formó y cuya copia se encuentra en el Archivo General de la Nación. Alconedo logró vindicarse ya que probó con testigos que lejos de ser partidario de Iturrigaray, había dado como albricias una moneda de dos reales a quien le comunicó la noticia de la prisión del Virrey; además de que cateada su casa no se hallaría ningún documento comprometedor, aunque sí cartas y pasquines a favor de la Ilustración y la Revolución francesa. Cuestionado por el Santo Oficio acerca de su plan de coronar a los indios, pretextó que "había hablado de sublevarlos con la única intención de salvar a la Nueva España de los franceses" y la corona que según fabricaba para Iturrigaray era para una Virgen de Aguascalientes.

## Extradición a España
A pesar de carecerse de pruebas y de que el estado de salud de Alconedo no era el más a propósito para navegar, fue embarcado en Veracruz rumbo a España, en cuya travesía estuvo a punto de naufragar su barco, por lo que fue recogido con los otros pasajeros en un buque inglés que los desembarco en Cádiz.
Ahí permaneció dos meses preso y siete en libertad esperando su certificado para regresar a Nueva España. Durante su estancia libre en el puerto, trabajó de platero para poderse ganar la vida, fue entonces cuando pintó los tres cuadros al pastel que se le atribuyen. El primer cuadro, como lo dice en la parte posterior, es un autorretrato del autor realizado en febrero de 1811. El segundo, como se lee en el anverso, es el retrato de doña Teresa Hernández Moro, natural de Salamanca, pintado en Cádiz en 1810, y el tercero representa a dos jóvenes que se dice son los de sus hijos. Tales cuadros son reputados como las obras "más exquisitas brotadas de manos artísticas poblanas." Para Francisco de la Maza y otros expertos su autorretrato es una de las pinturas al pastel mejor realizadas del mundo y una de las obras maestras de la pintura mexicana del siglo XIX neoclásico.

## Se integra a la insurgencia
De regreso a su patria fue de nuevo perseguido por el Conde de Guadalupe del Peñasco, que receloso no podía sufrir su libertad. Se le volvió a encarcelar y fue entonces cuando su esposa envió al virrey el ocurso en virtud del cual recobró la libertad el 27 de mayo de 1811.
Se dirigió a los llanos de Apan, en donde la insurrección había tomado incremento uniéndose a la partida de Rayón y fue tal su lealtad que fue de los que no lo abandonaron cuando fue derrotado en Omealco. Para hacerse de armas Rayón estableció una maestranza y puso al frente de ella a Rodríguez Alconedo quien fundió doce cañones, doscientos arcabuces y una culebrina. Estando en Zacatlán fue cogido prisionero el 25 de septiembre de 1814 y conducido a Apan siendo fusilado el 1 de marzo de 1815 a los 54 años de edad, envejecido enfermo y desilusionado.